# Carl Reinhertz

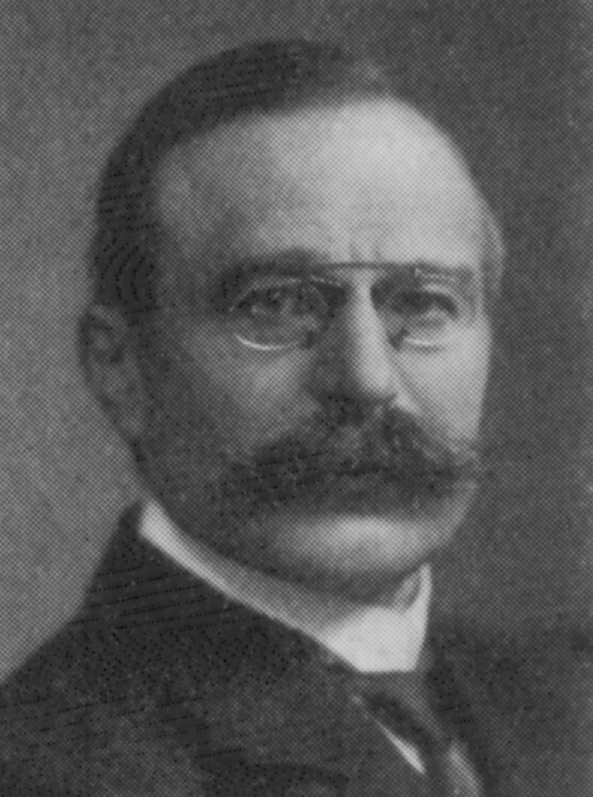
Carl Reinhertz

Carl Johann Conrad Reinhertz, auch Karl Reinhertz, (* 19. Juni 1859 in Xanten; † 22. August 1906 in Hannover) war ein deutscher Geodät. 

## Leben
Reinhertz studierte an der RWTH Aachen Geodäsie, unter anderem bei Friedrich Robert Helmert. Während seines Studiums schloss er sich dem Corps Rhenania an. 1882 bestand er bei der Regierung in Arnsberg die Feldmesserprüfung. 1883 wurde er Assistent von Otto Koll, dem Professor für Geodäsie an der Universität Bonn. 1887 promovierte er in Marburg, 1888 wurde er Privatdozent für Geodäsie und ab 1892 lehrte er Vermessungskunde an der Landwirtschaftlichen Schule Poppelsdorf im heutigen Bonn. 1894 wurde er in Bonn Professor für Geodäsie neben Koll und ab 1899 als Nachfolger von Wilhelm Jordan nach dessen Tod Professor für Geodäsie an der TH Hannover. Er setzte das Handbuch der Vermessungskunde von Jordan fort, schrieb den Artikel Niedere Geodäsie in der Enzyklopädie der mathematischen Wissenschaften und den Band Geodäsie in der Göschen-Reihe (1899). Im Jahr 1895 wurde er zum Mitglied der Leopoldina gewählt.